# Una sombra ya pronto serás
Una sombra ya pronto serás é um filme de drama argentino de 1994 dirigido e escrito por Héctor Olivera. Foi selecionado como representante da Argentina à edição do Oscar 1995, organizada pela Academia de Artes e Ciências Cinematográficas.

## Elenco
- Miguel Ángel Solá - engenheiro
- José Soriano - Coluccini
- Martín Coria
- Roberto Carnaghi - Cura Salinas
- Hernán Jiménez - Rubio
- Pedro Segni - Petiso